# Hippica gymnasia
Hippika gymnasia (gr. ἱππικὰ γυμνάσια 'konne ćwiczenia' od ἵππος, hippos 'koń' i gimnazjon) – rzymskie zawody sportowe przeznaczone dla formacji kawalerii, które polegały na pozorowanej walce dwóch grup żołnierzy, grających role Greków i Amazonek, którzy walczyli za pomocą oszczepów z drewnianym grotem. Zawody były także formą treningu manewrowości oddziałów.